# Алия (Сретенский район)
Алия — село в Сретенском районе Забайкальского края России. Административный центр сельского поселения «Алиянское». Основано в 1851 году.

## География
Село находится в западной части района, на правом берегу реки Алия, на расстоянии примерно 8 км (по прямой) к северо-западу от города Сретенск, административного центра района. Абсолютная высота — 636 м над уровнем моря.
Климат
Климат характеризуется как резко континентальный с продолжительной холодной малоснежной зимой и коротким тёплым летом. Среднегодовая температура воздуха составляет −5,3 — +3 °С. Средняя многолетняя температура самого холодного месяца (января) составляет −28 — −24 °С (абсолютный минимум — −55 °С), температура самого тёплого (июля) — 16 — 19 °С (абсолютный максимум — 40 °С). Безморозный период длится в течение 80 — 100 дней. Среднегодовое количество осадков — 350—400 мм.
Часовой пояс
Село Алия находится в часовой зоне МСК+6. Смещение применяемого времени относительно UTC составляет +9:00.

## Население
| 1989 | 2002 | 2010 | 2012 | 2013 | 2014 | 2015 |
| ---- | ---- | ---- | ---- | ---- | ---- | ---- |
| 754  | ↘658 | ↘545 | ↘538 | ↘527 | ↘524 | ↘515 |
| 2021 |      |      |      |      |      |      |
| ↘487 |      |      |      |      |      |      |

Половой состав
По данным Всероссийской переписи населения 2010 года, в гендерной структуре населения мужчины составляли 48,4 %, женщины — соответственно 51,6 %.
Национальный состав
Согласно результатам переписи 2002 года, в национальной структуре населения русские составляли 100 % из 658 чел.

## Инфраструктура
В селе функционируют основная школа, детский сад, клуб, библиотека и фельдшерский пункт.